# Michael McMeeken

a Compétitions nationales et continentales officielles uniquement.

b Matchs officiels uniquement.
Michael McMeeken, né le 10 mai 1994 à Basingstoke (Angleterre), est un joueur de rugby à XIII anglais évoluant au poste de deuxième ligne ou de centre dans les années 2010 et 2020.
Il fait ses débuts professionnels en Super League aux London Broncos en 2012 entrecoupés d'un prêt aux London Skolars. Il rejoint en 2015 Castleford et y dispute une finale de Super League perdue contre Leeds. En 2021, il rejoint la franchise française des Dragons Catalans.
Il est également appelé en équipe d'Angleterre avec laquelle il prend part à la Coupe du monde 2017 où la sélection y atteint la finale.

## Palmarès
- Collectif :
  - Finaliste de la Coupe du monde : 2017 (Angleterre).
  - Finaliste de la Super League : 2017 (Castleford), 2021 et 2023 (Dragons Catalans).

### Détails en sélection
| 1. | 6 mai 2017       | Samoa                     | 30-10 | Test-match     | Deuxième ligne | - | - | - | - |
| 2. | 12 novembre 2017 | France                    | 36-6  | Test-match     | Deuxième ligne | - | - | - | - |
| 3. | 15 octobre 2022  | Samoa                     | 60-6  | Coupe du monde | Deuxième ligne | - | - | - | - |
| 4. | 29 octobre 2022  | Grèce                     | 94-4  | Coupe du monde | Remplaçant     | 4 | 1 | - | - |
| 5. | 17 octobre 2022  | Papouasie-Nouvelle-Guinée | 46-6  | Coupe du monde | Remplaçant     | - | - | - | - |
| 6. | 12 novembre 2022 | Samoa                     | 26-27 | Coupe du monde | Remplaçant     | - | - | - | - |

### Détails en club
| Saison | Saison            | Championnat  | Championnat | Championnat | Championnat | Championnat | Championnat | Championnat | Coupe         | Coupe      | Coupe | Coupe | Coupe | Coupe | Coupe | Sélection | Sélection | Sélection | Sélection | Sélection | Sélection | Sélection |
| Saison | Saison            | Comp.        | Class.      | M           | Pts         | Ess.        | Buts        | Dp.         | Comp.         | Class.     | M     | Pts   | Ess.  | Buts  | Dp.   | Comp.     | M         | Pts       | Ess.      | Buts      | Dp.       |           |
| ------ | ----------------- | ------------ | ----------- | ----------- | ----------- | ----------- | ----------- | ----------- | ------------- | ---------- | ----- | ----- | ----- | ----- | ----- | --------- | --------- | --------- | --------- | --------- | --------- | --------- |
| 2012   | London Broncos    | Super League | 12e         | 3           | -           | -           | -           | -           | Challenge Cup | 1/4 finale | -     | -     | -     | -     | -     |           |           |           |           |           |           |           |
| 2013   | London Broncos    | Super League | 13e         | 11          | -           | -           | -           | -           | Challenge Cup | 1/2 finale | 2     | -     | -     | -     | -     |           |           |           |           |           |           |           |
| 2014   | London Broncos    | Super League | 14e         | 20          | 20          | 5           | -           | -           | Challenge Cup | 5e tour    | 1     | -     | -     | -     | -     |           |           |           |           |           |           |           |
| 2015   | Castleford Tigers | Super League | 5e          | 19          | 4           | 1           | -           | -           | Challenge Cup | 1/8 finale | 1     | 4     | 1     | -     | -     |           |           |           |           |           |           |           |
| 2016   | Castleford Tigers | Super League | 5e          | 21          | 20          | 5           | -           | -           | Challenge Cup | 1/4 finale | 2     | 8     | 2     | -     | -     |           |           |           |           |           |           |           |
| 2017   | Castleford Tigers | Super League | Finaliste   | 30          | 36          | 9           | -           | -           | Challenge Cup | 1/4 finale | 2     | -     | -     | -     | -     | CM        | 2         | -         | -         | -         | -         |           |
| 2018   | Castleford Tigers | Super League | 1/2 finale  | 25          | 36          | 9           | -           | -           | Challenge Cup | 1/8 finale | 1     | 4     | 1     | -     | -     |           |           |           |           |           |           |           |
| 2019   | Castleford Tigers | Super League | 2e tour     | 21          | 12          | 3           | -           | -           | Challenge Cup | 1/8 finale | 1     | -     | -     | -     | -     |           |           |           |           |           |           |           |
| 2020   | Castleford Tigers | Super League | 8e          | 15          | 16          | 4           | -           | -           | Challenge Cup | 6e tour    | 1     | -     | -     | -     | -     |           |           |           |           |           |           |           |
| 2021   | Dragons Catalans  | Super League | Finaliste   | 23          | 40          | 10          | -           | -           | Challenge Cup | 1/4 finale | 2     | 4     | 1     | -     | -     |           |           |           |           |           |           |           |
| 2022   | Dragons Catalans  | Super League | 1er tour    | 12          | 4           | 1           | -           | -           | Challenge Cup | 1/4 finale | 2     | -     | -     | -     | -     | CM        | 4         | 4         | 1         | -         | -         |           |
| 2023   | Dragons Catalans  | Super League |             | 25          | 16          | 4           | -           | -           | Challenge Cup | 1/8 finale | 1     | -     | -     | -     | -     |           |           |           |           |           |           |           |